# Desperate Househusbands – Verzweifelte Hausmänner
Desperate Househusbands – Verzweifelte Hausmänner war eine Radio-Comedy-Serie der Hörfunksendung Ö3-Wecker. Die drei Hauptfiguren Rudi, Karl und Ferdl schlagen sich mit den Problemen der Haushaltsarbeit und den Beziehungsproblemen mit ihren Frauen herum. Die Serie startete im Mai 2005 aus Anlass des Starts der TV-Serie Desperate Housewives im ORF. 
Im Oktober 2005 sind die besten Folgen auf einer CD im Verlag Hoanzl erschienen. Autor dieser Radiocomedy ist Gregor Barcal, die weiteren Sprecher sind Herbert Haider und Martin Riegler. 